# Niddry Castle

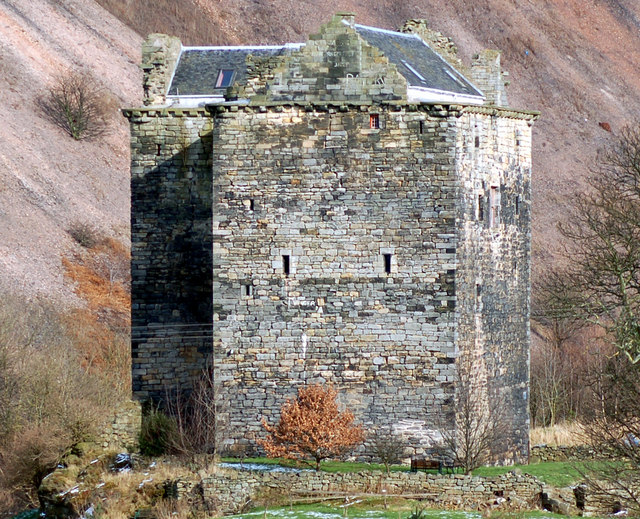
Niddry Castle

Niddry Castle ist ein Tower House nahe der schottischen Ortschaft Winchburgh in der Council Area West Lothian. 1971 wurde das Bauwerk in die schottischen Denkmallisten in der höchsten Kategorie A aufgenommen. Eine vormalige Klassifizierung als Scheduled Monument wurde 1996 aufgehoben.

## Geschichte
Niddry Castle wurde im 15. Jahrhundert für Lord Seton, wahrscheinlich John Seton, 2. Lord Seton, erbaut. Zu dieser Zeit gehörte das Tower House zu den bedeutenden Festungsbauten der Region und bot Königin Maria Stuart nach ihrer Flucht von Loch Leven Castle im Jahre 1568 Unterschlupf. Bis zum frühen 17. Jahrhundert wurde Niddry Castle um zwei Stockwerke aufgestockt und gehörte damit zu den höchsten Festungen Schottlands. In diesem Zuge wurde auch der Seitenflügel angefügt. Es ging um 1680 in den Besitz der Familie Hopes von Hopetoun House über und stand lange leer. William Cadell ließ dann die hinzugefügten Geschosse rückbauen, um das ursprüngliche Niveau wiederherzustellen, und bewohnte das Tower House. Im späten 20. Jahrhundert wurde das in einen ruinösen Zustand verfallene Niddry Castle restauriert.

## Beschreibung
Das Bauwerk steht wenige hundert Meter südöstlich von Winchburgh zwischen der Bahnstrecke Glasgow–Edinburgh und der M9. Das vierstöckige Niddry Castle weist einen L-förmigen Grundriss aus. Grob zu Quadern behauener Bruchstein wurde zu einem Schichtenmauerwerk verbaut. Es schließt mit einem auskragenden Wehrgang ab. Ebenerdig befindet sich ein Gewölbe, von welchem aus eine Wendeltreppe zu den oberen Stockwerken führt. Die Halle ist im ersten Obergeschoss eingerichtet. Bemerkenswert ist die große Küche, die noch die Dimensionen nach der Erweiterung widerspiegelt.